# Ostrožac na Uni
Ostrožac na Uni falu Bosznia-Hercegovinában, a Bosznia-hercegovinai Föderáció Una-Szanai kantonjában.

## Fekvése
Bosznia-Hercegovina északnyugati részén, Bihácstól légvonalban 13, közúton 16 km-re észak-északkeletre, Cazin központjától légvonalban 7, közúton 11 km-re délre, az Una északi partja mentén fekszik. Az egykori Osztrozsác unaparti sávján kialakult, mára már önálló település.

## Népessége
| Nemzetiségi csoport | Népesség 1991 | Népesség 2013 |
| ------------------- | ------------- | ------------- |
| Szerb               | 2             | 2             |
| Bosnyák             | 130           | 88            |
| Horvát              | 0             | 6             |
| Jugoszláv           | 0             | 0             |
| Egyéb               | 0             | 6             |
| Összesen            | 136           | 100           |

## Története
A helyi muszlim közösség az ostrožaci dzsámihoz tartozik.